# Carl Huth

Carl Huth

Carl Huth, auch Karl Huth (2. August 1867 in Mörse – 3. Juni 1948 in Leipzig) war ein deutscher Theaterschauspieler.

## Leben
Huth, Sohn eines Gutsinspektors, widmete sich zuerst dem Studium der Medizin an der Berliner Universität und erst im Sommer 1890, gelegentlich der Studentenvorstellung von Brutus und Colatinus, bei welchem Anlass er den alten „Lucretius“ darstellte, entschloss er sich, dem Studium zu entsagen und den schauspielerischen Beruf zu ergreifen.
Er fand zuerst Engagement in Potsdam (seine erste größere Rolle war der „Kammerdiener“ in Kabale und Liebe), kam sodann nach Heidelberg, sodann ans Thaliatheater nach Hamburg (Antrittsrolle „Bellmaus“) und trat 1897 in den Verband des Leipziger Stadttheaters, wo er als „Philipp Winkler“ in Die Jugendfreunde debütierte.
Sein Territorium ist kein eng begrenztes. Es erstreckt sich auf das Gebiet des Charakterdarstellers, des Komikers, des Bonvivants, ja selbst der Operette. Nie arbeitete er über denselben Leisten, er bewegte sich bei jeder Aufführung in anderen künstlerischen Umrissen, wobei er jedoch immer völlig einheitliche Leistungen bot. Er verstand es trefflich, sein Rollenfach zu variieren, ohne dabei Minderwertiges zu bieten. Aus der Reihe seiner trefflichen Vorstellungen seien genannt: „Wirt“ in Minna von Barnhelm, „Alhasi Derwisch“, „Zettel“, „Hasske“ (Johannisfeuer), „Babberly“ in Charleys Tante, „Aristokrat“ in Zwei Wappen, „Regierungsrat Keller“, „Schiffskäpitan“ in Sturm (von Jacobsohn) etc.
Der Künstler war verheiratet mit Käthe Friese.